# Meatballs 2
Meatballs 2 (Meatballs Part II) è un film del 1984 diretto dal regista Ken Wiederhorn. Si tratta del sequel solo nominale del film Polpette.

## Trama
Il Colonnello Hershey, proprietario di Camp Patton, è intenzionato ad acquistare l'intero lago sulla cui riva sorge Camp Sasquatch di proprietà di Giddy. Quest'ultimo suggerisce di fare un incontro di boxe tra i due campeggi estivi: il vincitore si prenderà il possesso del lago. Nel frattempo giunge al campo anche Meathead, un simpatico alieno costretto controvoglia ad andare in vacanza.

## Curiosità
- Il film horror che i bambini guardano è L'occhio nel triangolo (1977), anch'esso diretto da Ken Wiederhorn.
- Nella VHS italiana distribuita dalla Multivision il titolo del film è Meatballs 2: Porcelloni in vacanza 2 - Arriva l'alieno